# Sylvie Jung Henrotin
Sylvie Jung, conosciuta anche come Sylvie Lafaurie, Sylvie Henrotin o Sylvie Welton per effetto dei matrimoni contratti (Le Havre, 10 luglio 1904 – Lake Placid, 15 dicembre 1970), è stata una tennista francese.

## Biografia
Si distinse nel doppio negli anni trenta.
Nel 1928 disputò la prima finale all'Open di Francia, in coppia con Suzanne Deve perdendo contro Phoebe Watson ed Eileen Bennett (6-0, 6-2).
Giunse di nuovo in finale agli Internazionali di Francia 1933 con la connazionale Colette Rosambert perdendo contro la coppia formata da Simonne Mathieu e Elizabeth Ryan con il punteggio di 6-1, 6-3.
Sempre in doppio al Torneo di Wimbledon 1934 perse in finale con Dorothy Andrus contro Simonne Mathieu e Elizabeth Ryan con un punteggio di 6-3, 6-3. All'U.S. National Championships 1937 nel doppio misto un'altra finale per lei con Yvon Petra persa contro la coppia Sarah Palfrey - Don Budge  per 6-2, 8-10, 6-0
Nel singolo giunse per cinque volte, di cui quattro consecutive (dal 1935 al 1938), ai quarti nell'Open di Francia venendo eliminata per due volte da Hilde Sperling poi vincitrice del torneo.